# Rocky Creek Bridge
De Rocky Creek Bridge is een boogbrug in de Big Sur-kuststreek van de Amerikaanse staat Californië. Deze brug van gewapend beton met open zwikken ligt in Monterey County, enkele kilometers ten zuiden van Carmel-by-the-Sea en net ten noorden van de bekendere, maar sterk gelijkende Bixby Creek Bridge. Ze overspant de Rocky Creek. Beide bruggen liggen op de route van de Pacific Coast Highway (State Route 1).
Ten noordwesten van de brug is er een kleine parkeerplaats voor toeristen. Vermeldenswaardig is dat de monding van de Rocky Creek een habitat is van de bedreigde zuidelijke zeeotter (Enhydra lutris subsp. nereis).